# 圣若翰洗者圣殿主教座堂 (萨凡纳)
圣若翰洗者圣殿主教座堂（Cathedral Basilica of St. John the Baptist）是一座罗马天主教的主教座堂和 宗座圣殿，天主教萨凡纳教区的主教座堂，位于美国乔治亚州萨凡纳的拉斐特广场（Lafayette Square），东哈里斯街222号（East Harris Street）。

## 历史
萨凡纳殖民地特許狀禁止罗马天主教徒在这座城市定居。英国受托人担心天主教徒会更加忠于佛罗里达的西班牙当局，而不是乔治亚的英国政府。然而，这项禁令在美国革命后不久就消失了。 教会于1796年左右进行了重组。1791年，加勒比海岛屿海地发生奴隶起义。1799年，逃离海地的法国天主教移民建立了第一座教堂。 在19世纪初，它成为海地自由黑人的主要教堂。 1859年，新的圣若翰洗者圣殿主教座堂开始动工。1898年，这座建筑几乎被大火烧毁，但经过不懈努力，到1899年得以重建。圣若翰洗者圣殿主教座堂是佐治亚州第一座砖砌建筑。它有81扇彩色玻璃窗，16个雨漏，高214英尺，其中屋顶高96英尺，建造使用了90000多颗铜钉和45000块石板。
1779年，教会在自由广场修建了第一座教堂，1811年，又选择在德雷顿街和佩里街修建一座更大的教堂。1839年4月1日，天主教查尔斯顿教区的约翰主教祝圣了新教堂。1850年7月，教宗庇护九世成立萨凡纳教区。1870年，萨凡纳第四任主教伊纳爵·佩西科开始计划在在拉斐特广场修建一座新的主教座堂。。1876年4月30日，哥特复兴式建筑风格的砖结构新教堂落成，巴尔的摩总主教詹姆斯·罗斯福·贝利（JamesRoosevelt Bayley）主持了祝圣典礼。 然而，直到1896年才完成尖顶，并涂上灰泥和白色涂料。
1898年2月6日，一场大火席卷了这座建筑，只留下了墙壁和钟楼，然而教堂很快重建，于1899年在新教堂中举行了圣诞弥撒。但是室内装饰又花了13年时间。1904年左右安装了花窗玻璃。 堂区在1959-1965年进行了后续的翻修项目，涉及供暖、制冷和照明系统以及装饰；1984年至1985年，加固结构基础，实施梵蒂冈第二届大公会议建议的变更，1998年至2000年又安装新屋顶, 恢复原有的内部色调和装饰。

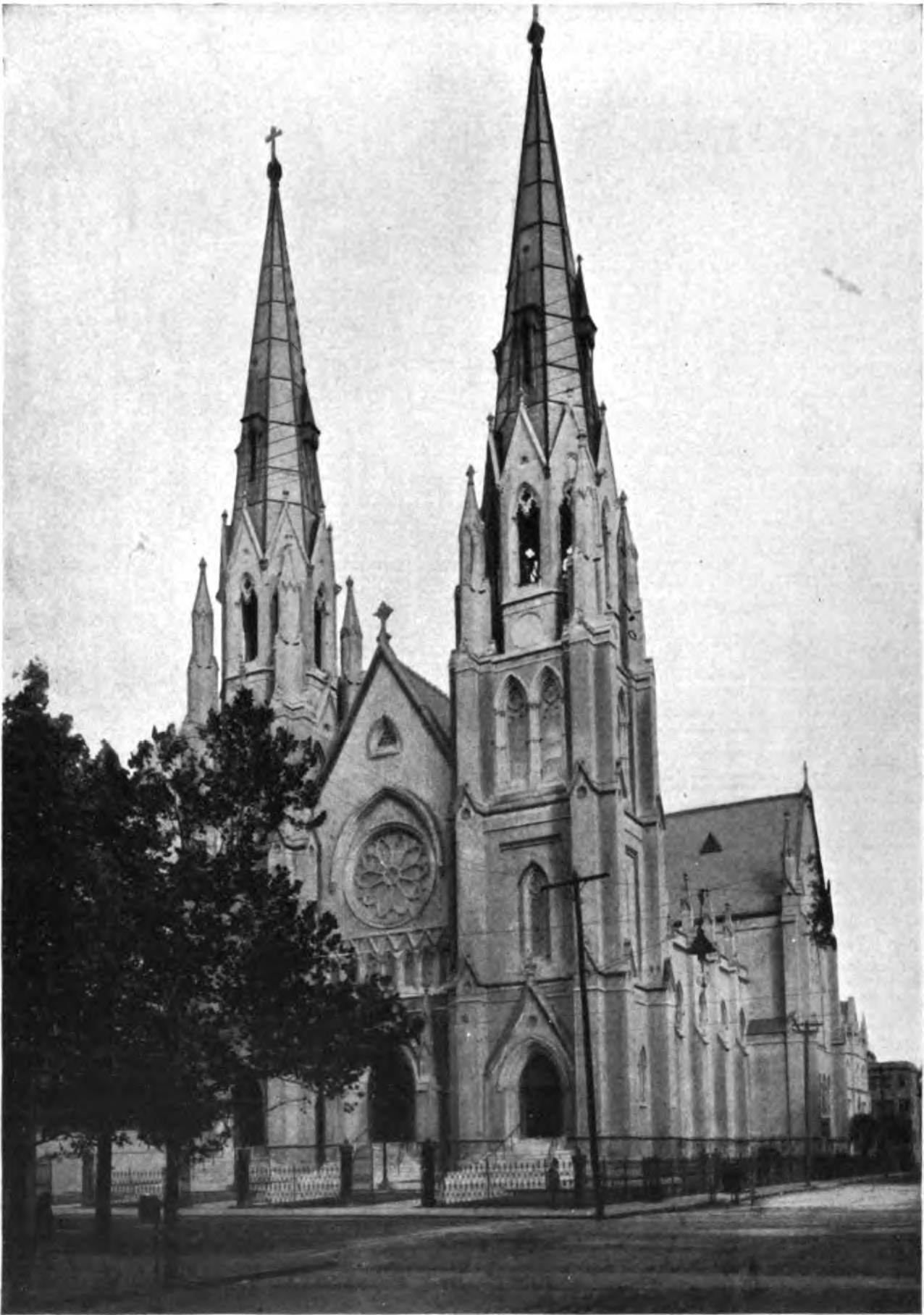
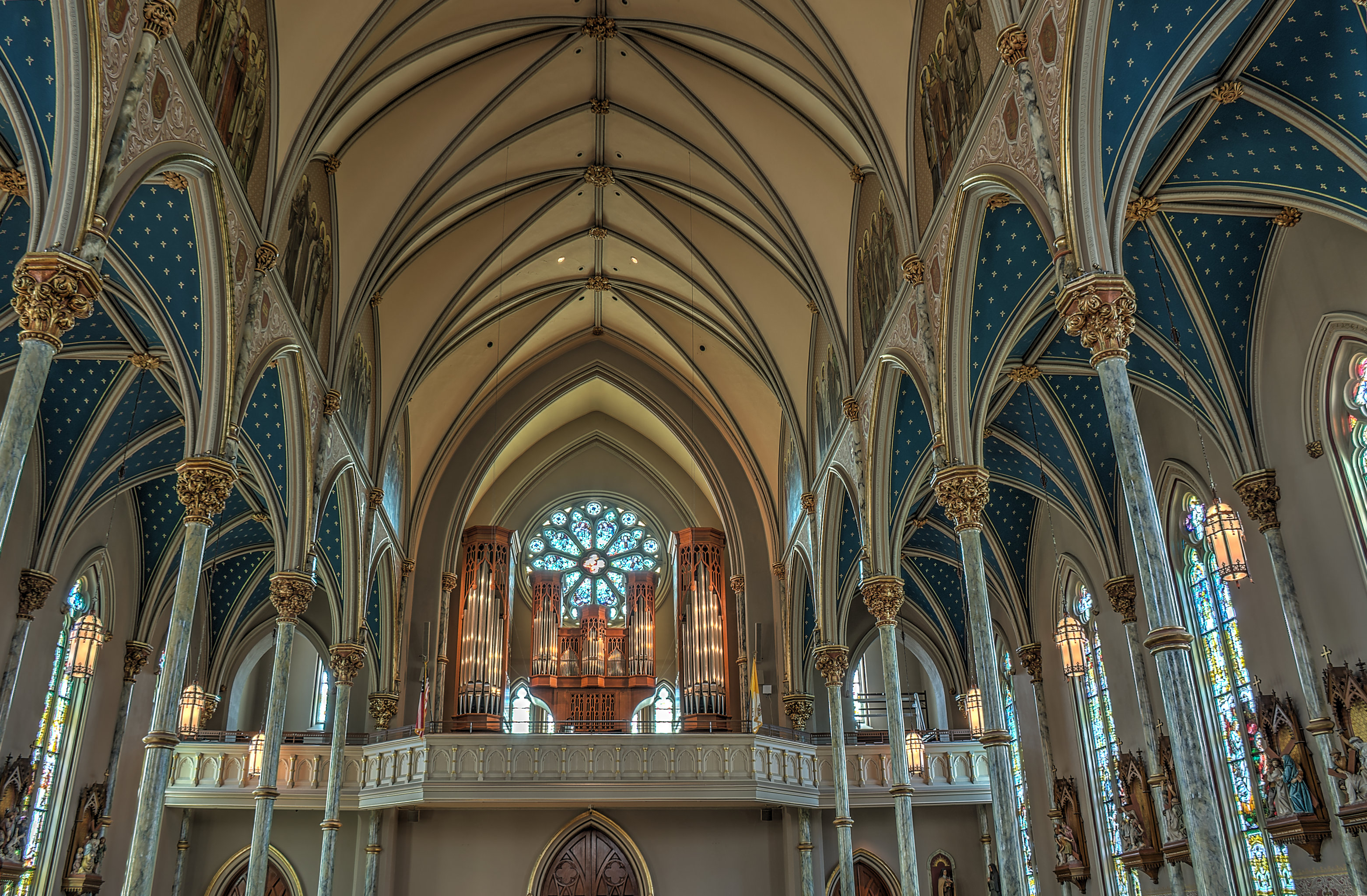
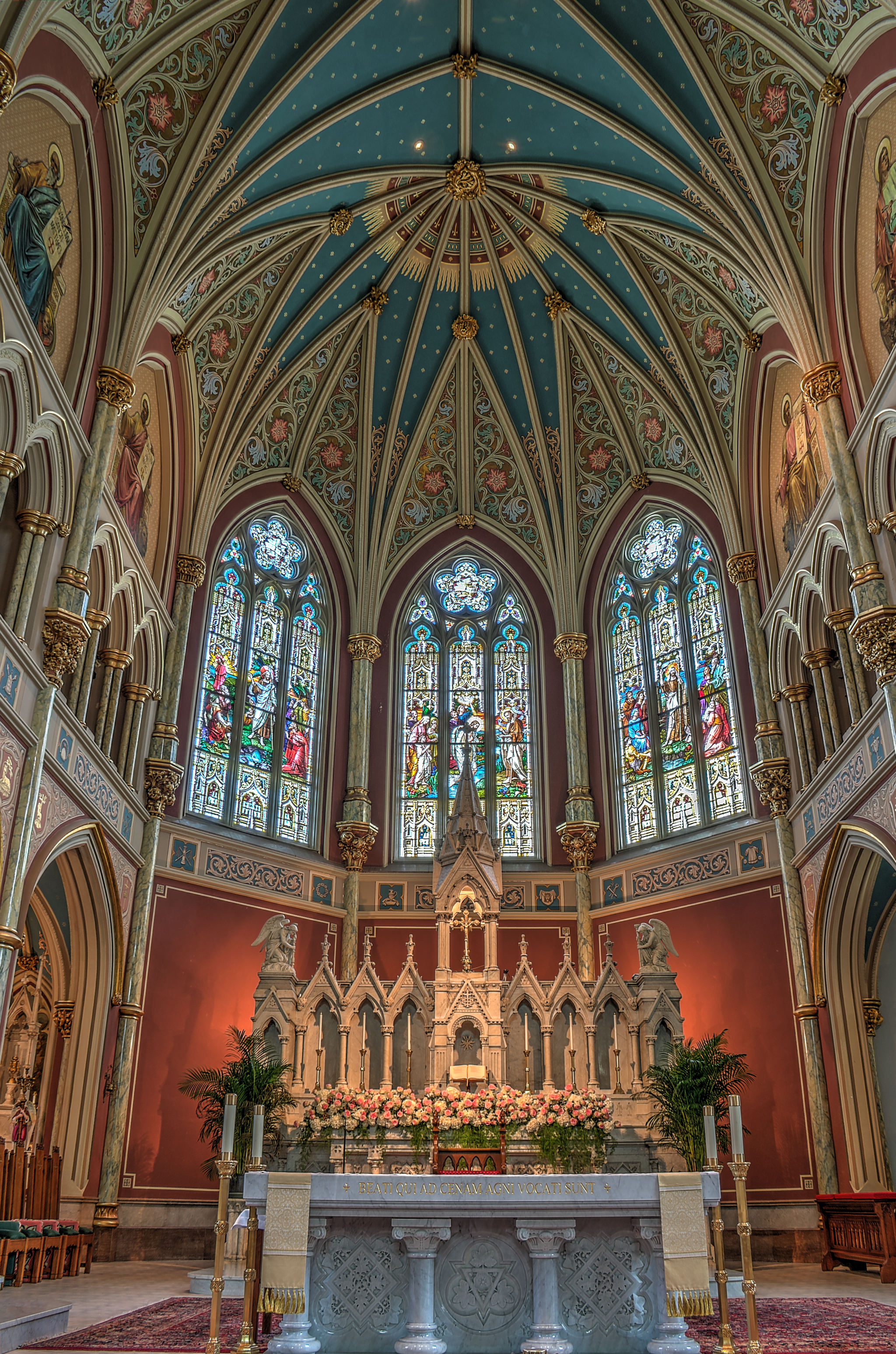
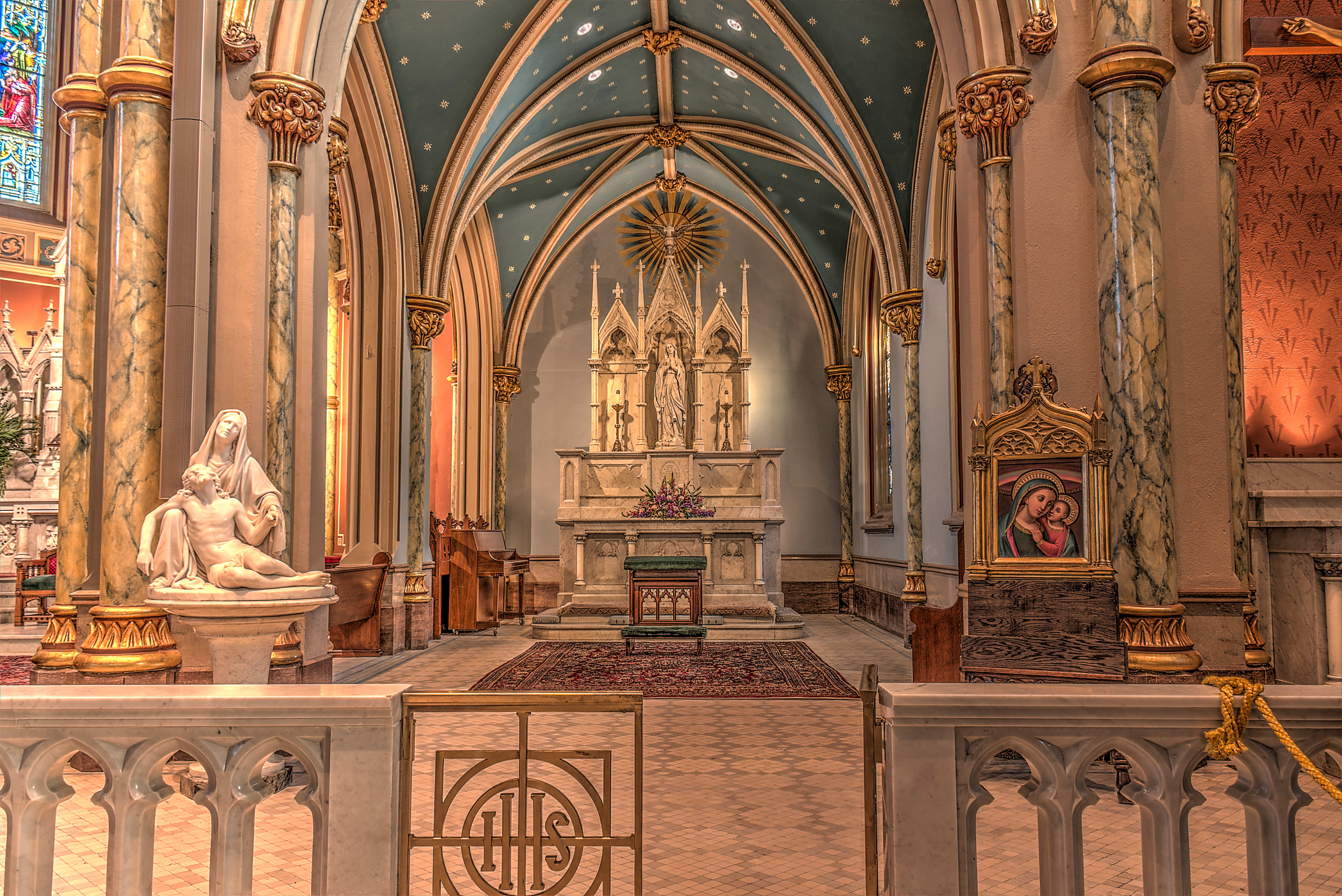
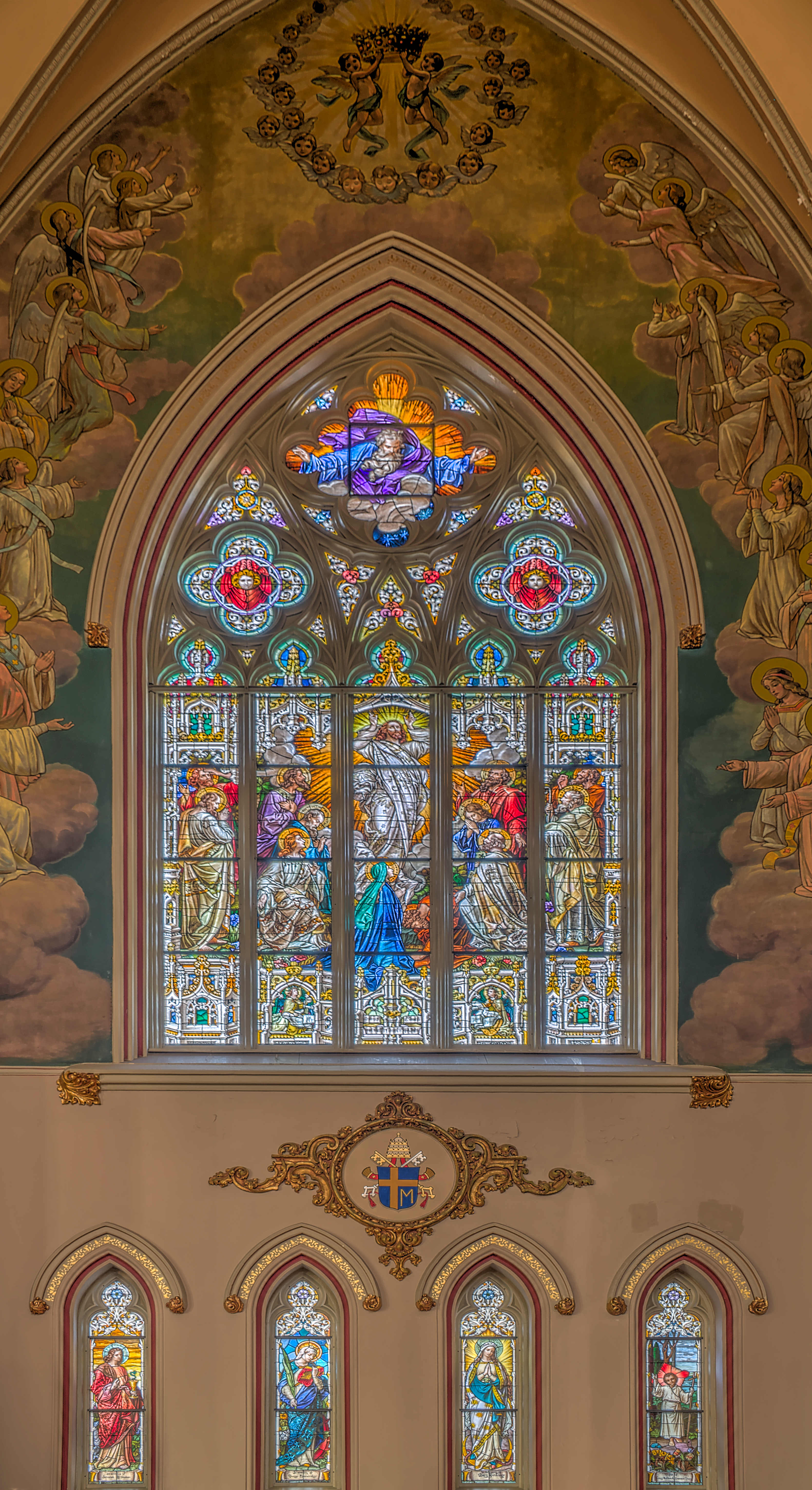
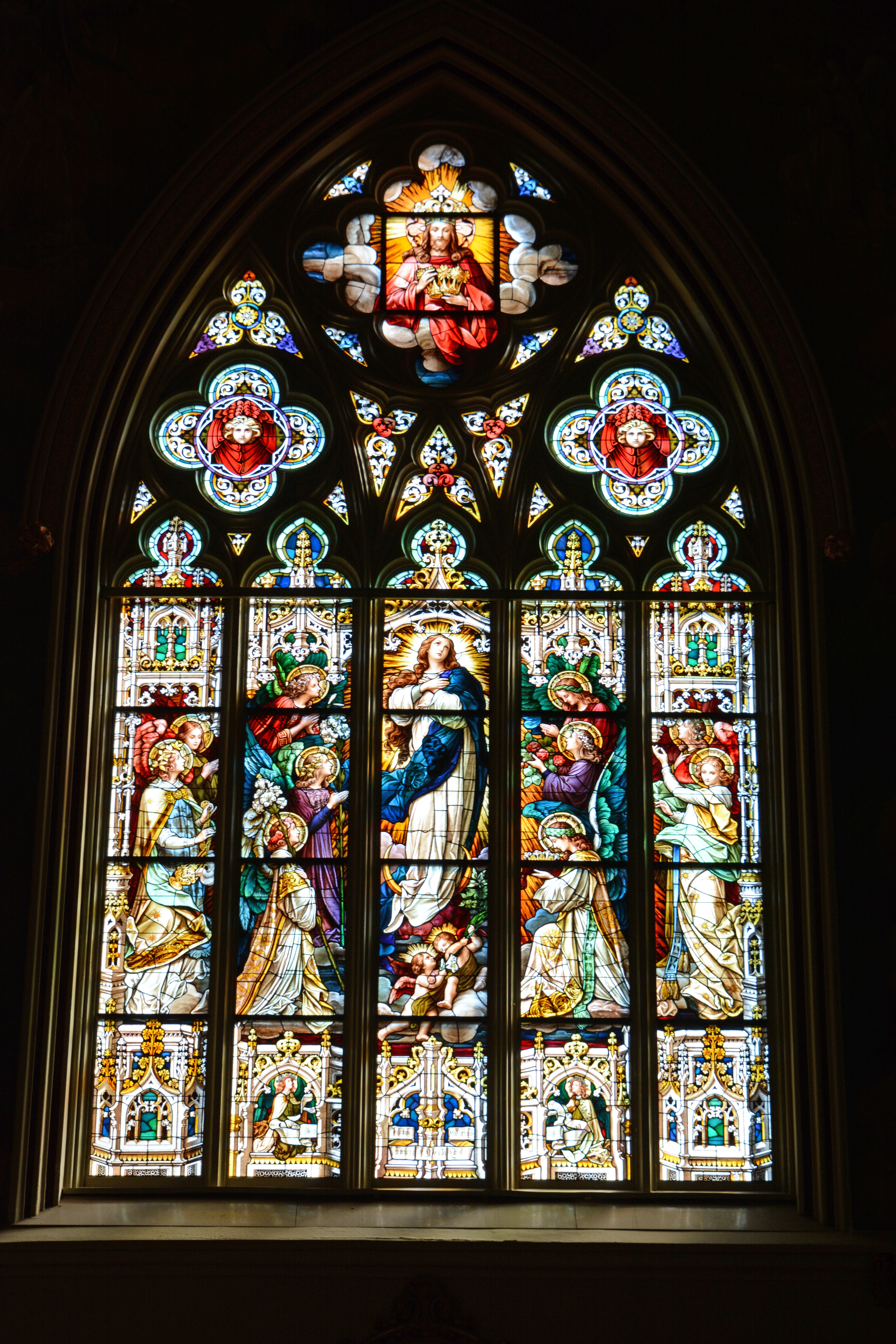
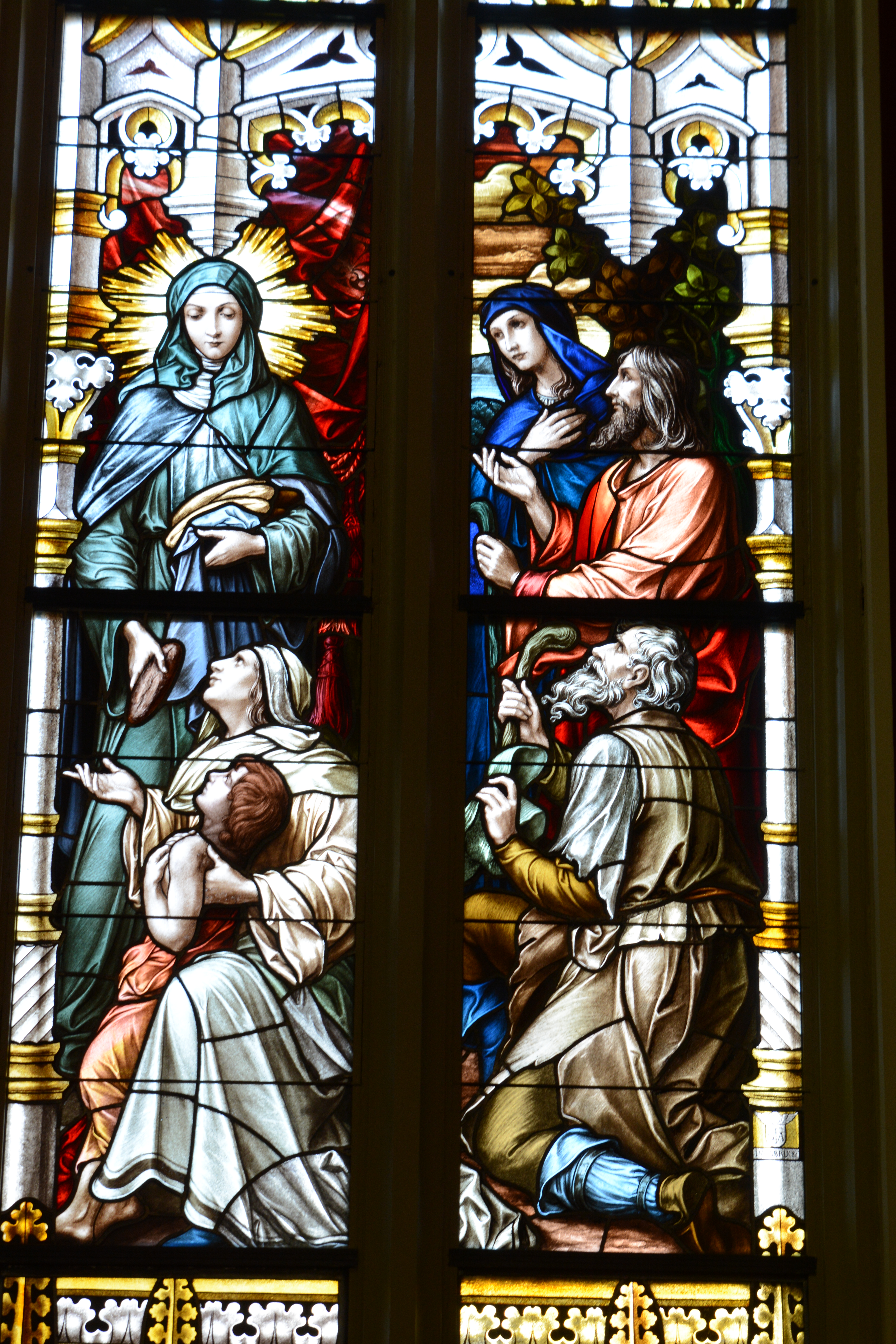

2020年，教宗方济各将该堂升格为宗座圣殿。